# ایمان ال‌بانی
ایمان ال‌بانی (به انگلیسی: Iman ElBani؛ زاده ۲۲ اکتبر ۱۹۸۲) بازیگر سینما و تلویزیون اهل مراکش است. او همچنین به عنوان ملکهٔ زیبایی مراکش در سال ۲۰۰۶ و ملکه ی زیبایی جهان عرب در سال ۲۰۰۹ نام‌گرفت.

## حرفه
ال‌بانی در ۲۲ اکتبر ۱۹۸۲ در شهر مکناس زاده شد. او به مصر مهاجرت کرد و ادامهٔ حرفه بازیگری را در سینمای مصر دنبال می‌کند.

## زندگی شخصی
ال‌بانی همسر بازیگر ترکیه‌ای مراد ییلدیریم است.
او و مراد در سال ۲۰۲۲ صاحب فرزندی دختر به نام میرای شدند.